# 22828 Джейнтомп
22828 Джейнтомп (22828 Jaynethomp) — астероїд головного поясу, відкритий 7 вересня 1999 року.
Тіссеранів параметр щодо Юпітера — 3,365.